# Розенцвейг, Виктор Юльевич
Ви́ктор Ю́льевич (Мо́рдхе Иоэ́льевич) Розенцве́йг (28 ноября 1911, Хотин, Бессарабская губерния — 21 октября 1998, Бостон) — российский лингвист, доктор филологических наук, специалист по теории перевода; организатор науки.

## Биография
Родился в Хотине в семье арендатора Йойла Хаскелевича Розенцвейга (1872, Хотин — ?) и Иты Гершковны Розенцвейг (урождённой Якер, 1873—?). Вскоре после рождения В. Ю. Розенцвейга его родной город оказался на территории Румынии, и семья переехала в Черновцы (тогда также румынские), где В. Ю. Розенцвейг окончил румынскую школу и с 1929 года продолжил учёбу в Вене и в Париже. В 1933—1935 годах учился в Сорбоннском университете, затем в Высшей школе политических наук. В 1937 г. переехал в СССР, преподавал в ИФЛИ (одним из его студентов был Давид Самойлов). Во время войны работал переводчиком в действующей армии на Юго-Западном фронте, после демобилизации преподавал французский язык на филологическом факультете МГУ.
В 1945—1948 гг. работал в ВОКС (Всесоюзном обществе культурных связей). С 1949 года — в I МГПИИЯ, где заведовал кафедрой перевода. В конце жизни, после смерти жены, переехал в США к родственникам, где умер после долгой и тяжёлой болезни.
Сестра — советская разведчица Елизавета Юльевна Зарубина.

## Заслуги
В. Ю. Розенцвейг был яркой личностью с незаурядной биографией. Обладая выдающимися организаторскими способностями, он практически единолично сумел обеспечить развитие в СССР в 1950—1980 гг. исследований по машинному переводу, прикладной и математической лингвистике в рамках созданных им многочисленных структур. Главной из этих структур была Лаборатории машинного перевода при I МГПИИЯ, где в разное время работали А. К. Жолковский, Вяч. Вс. Иванов, Н. Н. Леонтьева, Ю. С. Мартемьянов, И. А. Мельчук и др. известные впоследствии лингвисты. Он был также основателем и редактором «Бюллетеня Объединения по проблемам машинного перевода» (выходил в 1957—1980, впоследствии под названием «Машинный перевод и прикладная лингвистика») и серии предварительных публикаций Проблемной группы по экспериментальной и прикладной лингвистике при Институте русского языка АН СССР (выходила в 1970—1988 гг.). Эти издания, выходившие небольшим тиражом, были гораздо свободнее от идеологической цензуры и научного консерватизма официальных советских лингвистических журналов; на их страницах широко печатались представители официально не признанных или полупризнанных школ и направлений. Кроме того, под руководством В. Ю. Розенцвейга было организовано множество конференций, семинаров, школ и других мероприятий. В. Ю. Розенцвейг внёс вклад и в создание Отделения теоретической и прикладной лингвистики в МГУ.

## Из воспоминаний о В. Ю. Розенцвейге
В. Ю. Розенцвейг, превосходно ориентируясь в советских бюрократических порядках, был беспартийным. Знавшие его люди вспоминали, что на вопрос о том, почему он не вступает в КПСС, В. Ю. неизменно отвечал, что он уже является членом румынской компартии. В настоящее время нет возможности проверить достоверность этого факта.
Некоторые цитаты:
В. А. Успенский (1999):

Виктор Юльевич Розенцвейг сделал для российской лингвистики больше, чем многие лингвисты, хотя сам он и не был крупным лингвистом. Да его и не надо оценивать по этой шкале. С. П. Дягилев не был ни танцовщиком, ни хореографом, ни декоратором; однако его вклад в становление балета уникален. <…> В. Ю. Розенцвейг стоит в том же ряду вдохновителей и организаторов творческих свершений. Он был одним из главных создателей условий, той атмосферы, без которой многим достижениям лингвистической науки было бы трудно, а то и вовсе не суждено осуществиться в нашей стране.
В. А. Успенский (1999):

[говоря о В. Ю. Розенцвейге] Приходит на ум фраза из <…> бр. Стругацких: «Он всё время как-то ухитрялся им доказывать, никто никогда ничего не мог им доказать, только Странник мог». Он даже с недоброй памяти Федотом Филиным умел разговаривать.
Вяч. Вс. Иванов (1998):

Розенцвейг, до приезда в СССР прошедший долгий и сложный путь левого европейского интеллигента довоенного пошиба, был прекрасным организатором.
И. А. Мельчук (1999):

Его роль в нашей жизни и в становлении современной русской лингвистики, по моему мнению, невообразимо велика.
А. К. Жолковский (1999):

Он сделал для нас и из нас, наверно, лучшее, что можно было сделать.

## Научные труды
- Основы общего и машинного перевода. М.: Высшая школа, 1964. — 243 с. (совм. с И. И. Ревзиным)
- Языковые контакты. Л.: Наука, ЛО, 1972. — 80 с.